# Jo Mielziner
Joseph „Jo“ Mielziner (* 19. März 1901 in Paris; † 15. März 1976 in New York City, New York) war ein US-amerikanischer Artdirector und Szenenbildner, der sowohl für den Broadway als auch die Filmwirtschaft Hollywoods arbeitete und nicht nur fünfmal den Tony Award, den wichtigsten US-amerikanischen Musical- und Theaterpreis, erhielt, sondern darüber hinaus bei der Oscarverleihung 1955 den Oscar für das beste Szenenbild in dem Farbfilm Picknick (1954) gewann. Mielziner prägte über Jahrzehnte die szenische Ausstattung der Broadway-Theater wie der für Metro-Goldwyn-Mayer tätige Cedric Gibbons die Szenerie in Kinofilmen.

## Leben

### Erste Erfolge und Arbeit bis zum Zweiten Weltkrieg

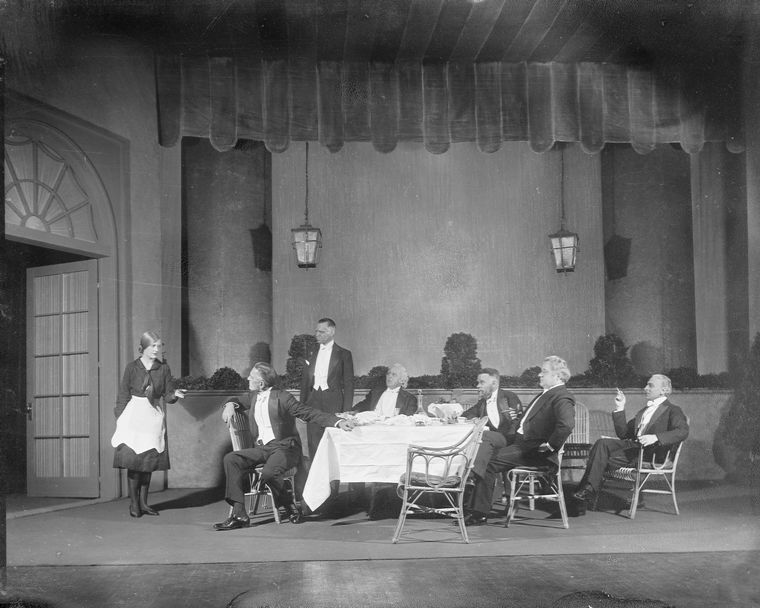
Mielziners Bühnenbild für eine Inszenierung von George Bernard Shaws Des Doktors Dilemma (1927)

Mielziner wuchs in Frankreich als Sohn des aus den Vereinigten Staaten eingewanderten Künstlers Leo Mielziner auf und besuchte Schulen in England, den Vereinigten Staaten sowie später in Europa. Durch den Ruf seines älteren Bruders, des Schauspielers Kenneth MacKenna, begann er 1923 seine Tätigkeit als Bühnenmanager in Michigan und erwarb sich bereits bis Ende der 1920er Jahre den Ruf eines erstaunlichen künstlerischen Genies. Er stieg letztlich zum einflussreichsten Szenenbildner der Theaterwelt auf und entwarf die szenische Ausstattung sowie die Beleuchtung für rund 200 Broadway-Produktionen sowie rund 100 weiteren Off-Broadway-Produktionen. Zu seinem Freundeskreis gehörte der Maler Edward Hopper, bei dem angenommen wird, dass sich dessen 1930 entstandenes Gemälde Early Sunday Morning an den Szenebildern von Mielziner in dem 1929 uraufgeführten Stück Street Scene von Elmer Rice anlehnt.
Während des Zweiten Weltkrieges leistete er seinen Militärdienst als Spezialist für Tarnungen beim US Army Air Corps, ehe er Mitarbeiter von William Joseph „Wild Bill“ Donovan, dem Leiter des Office of Strategic Services (OSS) wurde. 1945 gestaltete er Sonderveranstaltungen im Rahmen der Unterzeichnung der Charta der Vereinten Nationen, aber auch das Produktionsdesign für die Uraufführung des Musicals Carousel im New Yorker Majestic Theatre am 19. April 1945.
Zu seinen bedeutendsten Arbeiten zählen zahlreiche Klassiker der US-amerikanischen Theaterwelt wie 1947 die Uraufführung von Tennessee Williams Bühnenwerk Endstation Sehnsucht im New Yorker Ethel-Barrymore-Theater.

### Gewinner von Tony-Awards und Oscarpreisträger
1949 erhielt er seinen ersten Tony Award, mit dem neben seinen Szenenbildern in Sleepy Hollow, Summer and Smoke, Anne of the Thousand Days und South Pacific insbesondere sein damals revolutionäres transparentes skelettartiges Szenenbild in Tod eines Handlungsreisenden. Durch seine stil- und genreübergreifende Arbeit prägte er zugleich andere Bühnenbildner bei Musical- und Theaterinszenierungen.
Mielziner, der seinen zweiten Tony Awards 1950 für The Innocents erhielt, war insbesondere bei Inszenierungen bitter-realistischer Stücke erfolgreich, die abstrakte Designs erlaubten. Dabei erweiterte er seinen Mitarbeiterstab um Kostümbildner und Beleuchtungsspezialisten. Einen weiteren Tony Award bekam er 1952 für die Gestaltung des Bühnenbildes bei der Uraufführung von The King and I im St. James Theatre am 29. März 1951.
Trotz zahlreicher Angebote in der Filmwirtschaft Hollywoods blieb Mielziner dem Theater treu, entwarf aber 1954 mit William Flannery und Robert Priestley die Szenenbilder für den in Farbfilm Picknick (1954), einem von Joshua Logan gedrehten Filmmelodram mit William Holden, Kim Novak und Betty Field in den Hauptrollen. Anschließend war er zahlreiche Male für den Tony Award als bester Szenenbildner nominiert und zwar 1956 für Die Katze auf dem heißen Blechdach, The Lark, Middle of the Night und Pipe Dream, 1958 für Look Homeward, Angel, Miss Lonelyhearts, The Squareroot of Wonderful, Oh, Captain! und The Day the Money Stopped, 1960 für The Best Man und Gypsy sowie 1961 für The Devil’s Advocate.
Später erweiterte er sein Arbeitsgebiet auch auf Innenarchitektur durch die Zusammenarbeit mit dem Architekten Eero Saarinen für das 1965 eröffnete Vivian Beaumont Theater im Lincoln Center. Außerdem war er als Gestaltungsberater für das Denver Center Theater und die Wake Forest University in North Carolina tätig.
Nachdem er 1976 eine weitere Nominierung für einen Tony Award bekommen hatte, wurde er 1970 für Child’s Play mit zwei weiteren Tony Awards für das beste Szenenbild sowie für das beste Beleuchtungsdesign ausgezeichnet. Zuletzt bekam er 1971 eine Nominierung für den Tony Award für das Szenenbild in Father’s Day.

### Privatleben
In den 1930er Jahren trat er durch den Einfluss des späteren katholischen Bischofs Fulton John Sheen zum Katholizismus über und entwarf später die Privatkapelle Sheens. Mielziner war dreimal verheiratet und zwar unter anderem mit der Schauspielerin Jeanne Macintyre und der Journalistin und Autorin Marya Mannes. Die Journalistin und ehemalige Schauspielerin Krista Errickson ist seine Enkelin.
Mielziner arbeitete bis zu seinem an den Folgen eines Herzinfarkts während der Fahrt in einem Taxi rund fünfzig Jahre als Szenenbildner und soll noch während dieser Taxifahrt mit David Merrick die designerischen Konzepte für das Szenenbild von The Baker’s Wife besprochen haben, die nach seinem Tod von Ming Cho Lee vollendet wurden.

## Theaterszenenbilder (Auswahl)
| - 1923: The Failures - 1931: The Barretts of Wimpole Street - 1933: The Dark Tower - 1934: Romeo and Juliet - 1935: Jubilee - 1936: Hamlet - 1938: Sing Out the News - 1939: Christmas Eve - 1941: Watch on the Rhine - 1945: The Firebrand of Florence - 1946: Annie Get Your Gun | - 1947: Allegro - 1950: Dance Me a Song - 1952: Flight Into Egypt - 1954: Fanny - 1956: The Most Happy Fella - 1958: Whoop-Up - 1960: Period of Adjustment - 1965: Guys and Dolls - 1968: I Never Sang for My Father - 1973; Out Cry - 1974: In Praise of Love |

## Auszeichnungen
- 1949: Tony Award für das beste Szenenbild
- 1950: Tony Award für das beste Szenenbild
- 1952: Tony Award für das beste Szenenbild
- 1955: Oscar für das beste Szenenbild in einem Farbfilm
- 1970: Tony Award für das beste Szenenbild
- 1970: Tony Award für das beste Lichtdesign